# Tonnie Elferink
Tonnie Elferink (Diepenheim, 18 november 1968) is een voormalig profvoetballer die uitkwam als aanvaller bij SC Heracles '74.
Elferink, afkomstig van VV Diepenheim, speelde in het seizoen 1987-1988 vijftien wedstrijden voor SC Heracles '74 waarin hij eenmaal scoorde. Na afloop van zijn profloopbaan ging hij spelen als amateur, eerst bij DOS '19 uit Denekamp en daarna bij STEVO uit Geesteren. Met die club behaalde hij in 1994 het algemeen kampioenschap bij de zondagamateurs

## Trivia
- Elferink was een van de oprichters van de maatschappijkritische band Fratsen, destijds nog onder de naam Principieel Gelul.
- Tegenwoordig schrijft Tonnie Elferink voetbalanalyses.[3]